# 庫亞利尼克湖

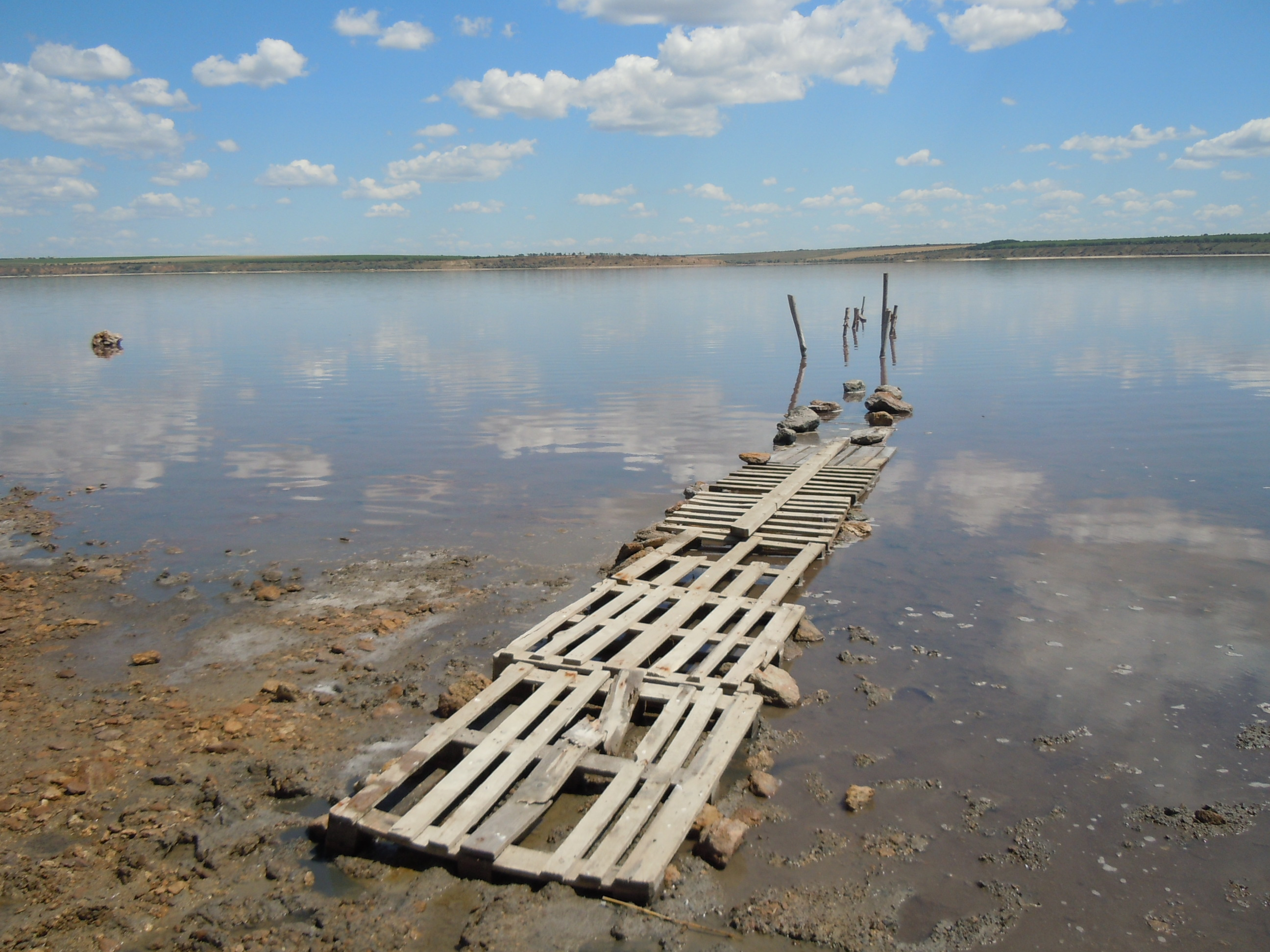

庫亞利尼克湖（烏克蘭語：Куяльницький лиман）是烏克蘭的湖泊，位於該國西部敖德薩州，長28公里、寬3.3公里，面積52平方公里，平均水深1米，最大水深2.6米，湖畔城鎮有敖德薩。
46°38′N 30°43′E / 46.633°N 30.717°E